# Deggendorf (stad)
Deggendorf is een plaats in de Duitse deelstaat Beieren. Het is de Kreisstadt van het Landkreis Deggendorf. De stad telt 33.750 inwoners.

## Geografie
Deggendorf heeft een oppervlakte van 77,21 km² en ligt in het zuiden van Duitsland. Aan de zuidkant van de stad ligt de rivier de Donau op Donaukilometer 2283. Deggendorf grenst ook aan het Beierse Woud (Duits: Bayerischer Waldⓘ), een middelgebergte dat zich uitstrekt van Regensburg tot Passau. De twee dichtstbijzijnde grote steden.

## Bereikbaarheid
Naast het stadsdeel Fischerdorf, wat over de rivier heen ligt, is er de kruising van de Bundesautobahn 92 en de Bundesautobahn 3. De Bundesbahn 92 uit München eindigt in Deggendorf en gaat over op de Bundesstraße 11. De Bundesbahn 3, gaat door tot de Oostenrijkse grens. De Bundesbahn 3 staat tevens in directe verbinding met de Nederlandse A12.
Deggendorf heeft een station, Deggendorf Hauptbahnhof (hbf), waar een regionale lijn stopt. In het district Deggendorf is er een groter station, Plattling. Daar stoppen ook intercity's en interregionale treinen.

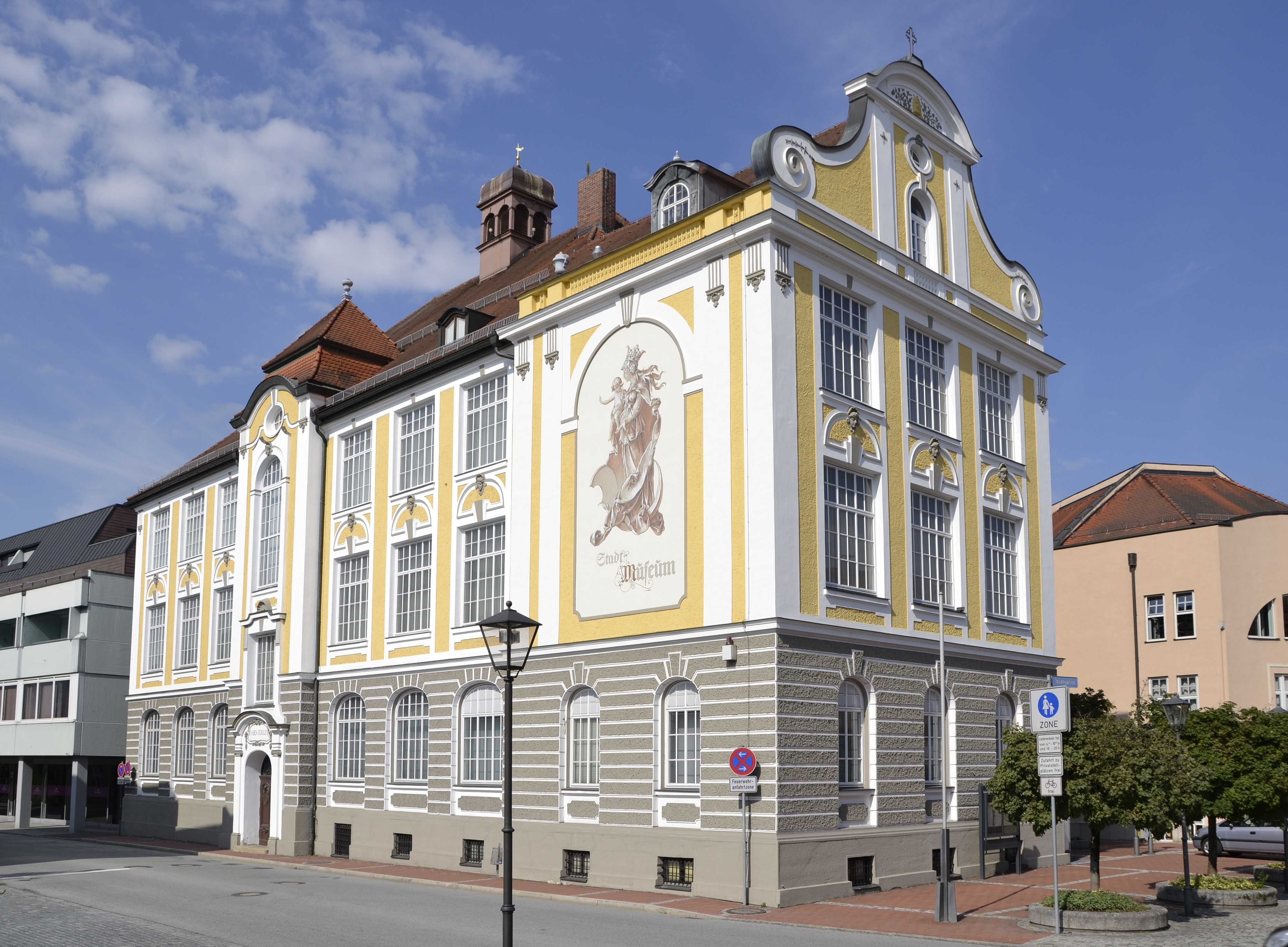
Stadsmuseum

## Geboren
- Franziska Kett (2004), voetbalster

Aholming ·
Auerbach ·
Außernzell ·
Bernried ·
Buchhofen ·
Deggendorf ·
Grafling ·
Grattersdorf ·
Hengersberg ·
Hunding ·
Iggensbach ·
Künzing ·
Lalling ·
Metten ·
Moos ·
Niederalteich ·
Oberpöring ·
Offenberg ·
Osterhofen ·
Otzing ·
Plattling ·
Schaufling ·
Schöllnach ·
Stephansposching ·
Wallerfing ·
Winzer